# Рэт-терьер
Рэт-терьер (от англ. rat terrier — крысиный терьер) — американская порода собак, применяющаяся для помощи в сельском хозяйстве и охоты. По традиции считается скорее фенотипом, чем чистокровной породой. Имеют много общих предков с маленькими охотничьими собаками, известными в США как «кулаки». Были очень распространены на семейных фермах в 1920—1930-е годы, теперь признаны Объединённым и Американским клубами собаководов и считаются редкой породой. Рэт-терьер — умная и активная маленькая собака, которую держат как для борьбы с грызунами, так и в качестве домашнего питомца.

## История породы

### Происхождение породы
Самое раннее упоминание о собаке, использовавшейся для ловли крыс — это «Хэтч», чьи останки были обнаружены на флагмане Генриха VIII «Мэри Роуз», затонувшем в 1545 году и вновь поднятом на поверхность в 1982 году. Считается, что Хэтч был дворнягой и был доставлен на борт для контроля популяции крыс.
Название породы происходит от предназначения самых ранних предков, привезенных в США британскими мигрантами из рабочего класса, поскольку собак использовали для травли крыс. Основным критерием в разведении была скорость реакции и движений. Эти качества были необходимы для ловли грызунов и охоты на мелкую дичь, такую как белки и зайцы. После 1890-х годов, когда эти собаки стали популярны в Америке, были добавлены крови таких пород как: бигли, итальянские грейхаунды и манчестерские терьеры. Многие из первоначальных рэт-терьеров были неотличимы от небольших охотничьих собак смешанной породы, известных как «кулаки». Миниатюрная разновидность этих миксов отклонились от линий рэт-терьера очень рано, и была признана Объединённым Клубом Собаководства как «той-фокстерьер» начиная с 1936 года.
Рэт-терьеры ценились как верные охотники и эффективные убийцы грызунов на американских фермах XX века: в результате они стали одной из самых популярных пород собак с 1920-х по 1940-е годы. Однако широкое использование химических пестицидов и рост коммерческого земледелия привели к резкому сокращению поголовья породы с 1950-х годов. Поклонники породы поддерживали линейное разведение, и создали современного рэт-терьера.

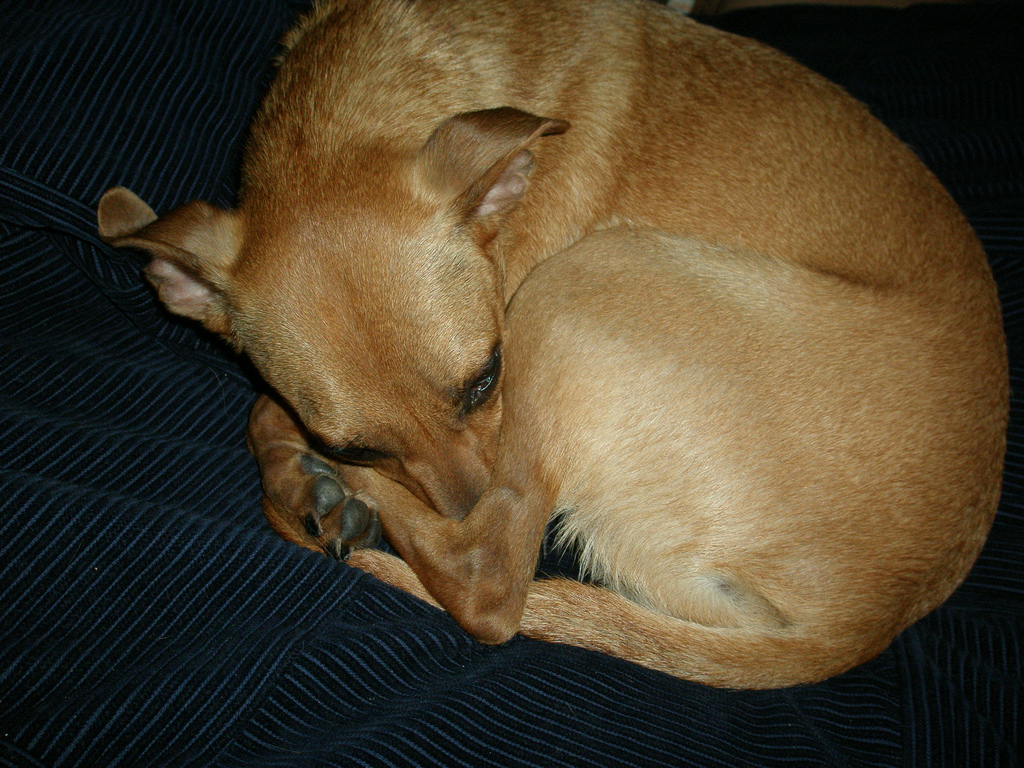
Рэт-терьер рыжего окраса

Генетическое разнообразие рэт-терьера способствует общему здоровью, выносливости и отличному интеллекту. Большинство современных пород были выведены из нескольких собак-основателей, а затем разводились внутри узкого генетического пула. Рэт-терьер, напротив, извлек выгоду из долгой истории селекции с регулярными скрещиваниями с не родственными породами, для внесения полезных качеств и генетической изменчивости.

### Признание породы
Организации, занимающиеся рэт-терьерами заняты типичными спорами относительно действий, которые должны быть предприняты для продвижения и сохранения породы. Как обычно, среди рабочих пород, основным предметом разногласий является, какой внутрипородный тип лучше всего соответствует стандарту, и будут ли рабочие качества принесены в жертву «выставочной» красоте.
Клуб рэт-терьеров Америки — официальный член Американского кеннел-клуба. Рэт-терьеры были приняты в группу терьеров АКС в июне 2012 года. Рэт-терьеры участвуют в соревнованиях Объединенного клуба собаководства уже более 15 лет. UKC — организация, ориентированная на простых владельцев собак, которая продвигает множество различных площадок для соревнований в различных видах спорта. Национальная ассоциация рэт-терьеров является крупнейшей независимой организацией, ведущей реестр родословных и записи о происхождении породы в течение многих десятилетий. Опасаясь за рабочие качества терьера, она является наиболее заметной из тех клубов и ассоциаций, которые выступают против жестких правил разведения и чисто-породного отбора АКС.
Реестр охотничьих терьеров «Декер» был создан специально для «Гиганта Декера», наиболее крупной разновидности рэт-терьеров. Задача этой организации — сохранить все качества, которые отличают декера от стандартного рэт-терьера, сохраняя и улучшая охотничьи способности.
Объединённый клуб собаководства (UKC) официально признал породу 1 января 1999 года. Aмериканский клуб собаководства (АКС) признал рэт-терьера 1 июля 2010 года, однако он позволял им участвовать в несертификатных соревнованиях начиная с 1 января 2006 года, в таких дисциплинах, как аджилити, обидиенс и ралли-обидиенс. Первым рэт-терьером, получившим титул в соответствии с правилами AKC по аджилити 14 января 2006 года в Ван-Найс, штат Калифорния, был Джиджи (полная кличка Harpur’s Giddy Upp) Джарди Уппома. В июне 2012 года АКС принял рэт-терьера в группу терьеров. Первым чемпионом АКС стал рэт-терьер «Эни» (полная кличка GCH GRCH King Pen RnB’s Queen Ann), принадлежащая своим заводчикам Шери и Дуд Ли Хендрикс из Модесто, Калифорния.

## Внешний вид

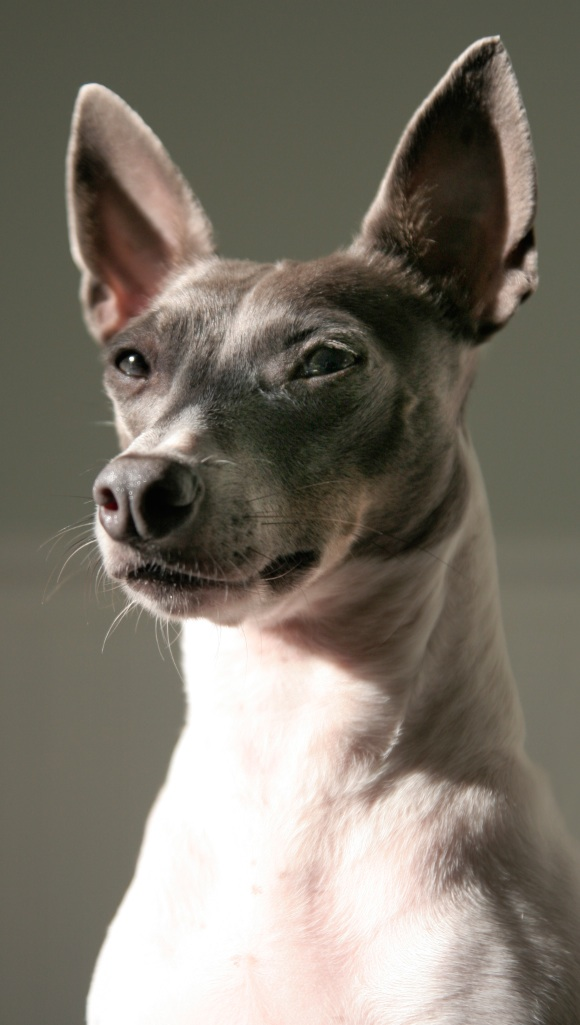
Рэт-терьер голубого окраса

Вес рэт-терьера может быть от 4,5 до 11 килограммов, а рост от 25 до 45 сантиметров в холке. Миниатюрная разновидность (меньше 33 см в холке по определению в стандарте Объединённого клуба собаководства) становится все более популярной, как домашний любимец и собака-компаньон, но тем не менее, все ещё является охотничьей собакой. Стандарт сообщает о размере: «от маленького до среднего», миниатюрная разновидность предназначена для охоты в узких норах, где скрываются грызуны.
Также существует более крупный тип «декер» или «гигант декера», часто превышающий 11 килограммов. Он был назван в честь заводчика Милтона Декера, который создал более крупного охотничьего компаньона. Эта разновидность признана Национальной ассоциацией рэт-терьеров (NRTA). Объединённый и Американский клубы собаководства не признают «Декера», как отдельную породу, а считают их внутрипородным типом рэт-терьера. Также только NRTA признает отдельную той-разновидность рэт-терьеров, весом менее 4,5 килограмм.

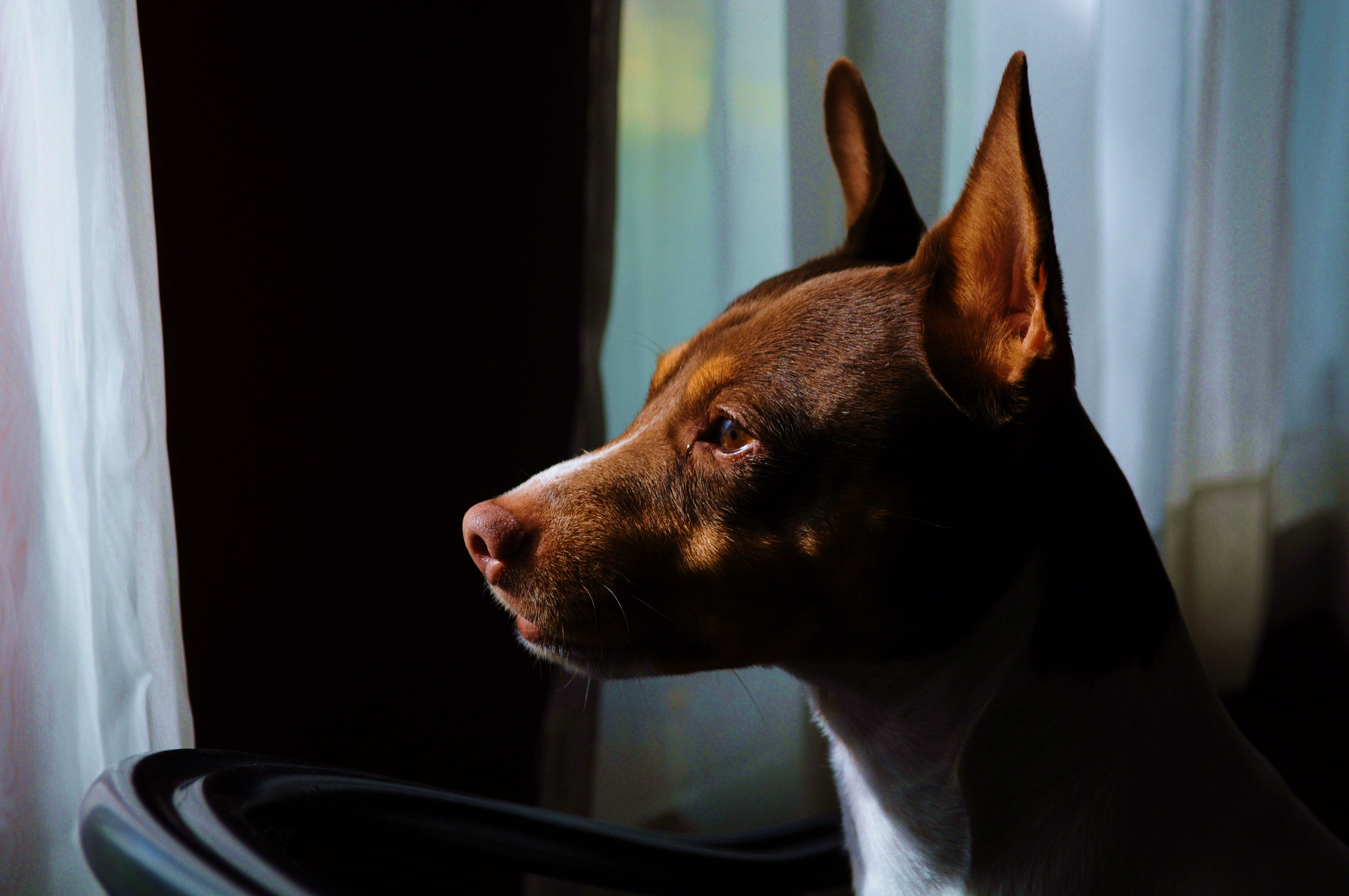
Голова рэт-терьера окраса коричневый-триколор

Национальная ассоциация рэт-терьеров продолжает классифицировать терьера Тедди Рузвельта как разновидность рэт-терьера. В 1970-е годы проявилась мутация полного отсутствия шерсти и стала распространяться среди поголовья рэт-терьеров. После периода развития эта линия привела к появлению американского голого терьера, признанного в качестве отдельной породы несколькими кинологическими организациями.
Рэт-терьер может иметь различные окрасы шерсти. Классический окрас — сплошная пятнистость на чёрном фоне с рыжим подпалом (известный как чёрный триколор), также довольно распространены шоколадный, рыжий (варьирующийся в оттенках от бледно-золотого до темно-красного), голубой, изабелла (жемчужный), лимонный и абрикосовой окрасы. Они могут быть три-колорными или би-колорными окрасами, всегда с некоторым количеством белого. Соболь может перекрывать любой из этих окрасов. Так называемая барсучья раскраска, когда при основном чёрном или коричневом окрасе рыжие подпалины на морде сливаются и доходят до уровня лба, рыжий цвет полностью покрывает лапы и может переходить на живот, также приемлем. Крап обычно видно на белых участках шерсти или на самой коже. Тигровый, в настоящее время запрещенный основными стандартами породы, считается некоторыми традиционным окрасом рэт-терьера, и существует растущее движение, чтобы этот окрас был стандарт. Мраморный окрас в породе считается результатом недавних скрещиваний с другими породами и из-за связанных с этим геном проблем со здоровьем отвергается большинством заводчиков рэт-терьера.
Обычно уши стоячие, но также могут быть полу-стоячие или конвертом, все это способствует интеллектуальному, настороженному выражению морды. Хвост традиционно купируют до длины 5-7 сантиметров, но ген бобтейла очень часто встречается у рэт-терьеров и может привести к рождению щенков с различной длиной хвоста. Сегодня некоторые заводчики предпочитают естественный, не купированный хвост, который принят в стандартах породы.

## Особенности породного поведения
Социальная чувствительность рэт-терьеров делает их очень обучаемыми, и с ними нетрудно жить среднему владельцу домашнего животного. Но это также означает, что им необходима социализация с раннего возраста. Правильная социализация щенка рэт-терьера включает в себя знакомство с широким кругом людей и мест, особенно в течение первых трех месяцев жизни. Как и большинство активных и умных пород, рэт-терьеры счастливее, когда получают много умственной нагрузки и физических упражнений. Рэт-терьеры обычно лояльны к своим владельцам и уважительно относятся к людям, если получают надлежащую подготовку в щенячьем возрасте. Рэт-терьер, как правило, это умная и упрямая, умеющая получить то, что она хочет, когда она этого хочет, собака. Они также считаются хорошими домашними животными из-за их высокой энергии и хорошей совместимости с детьми. Это очень игривые собаки.

## Использование
В настоящее время рэт-терьер обретает популярность не только как домашний любимец, но и как рабочая собака в нескольких областях. Их ласковый и спокойный характер наряду с небольшим размером сделали их популярными в качестве собак-терапевтов в хосписе, при лечении депрессии, в домах с сопровождаемым проживанием и других социальных службах.
Полицейские начали использовать рэт-терьеров для поиска запрещенных веществ и других предметов. Их уровень интеллекта сокращает обучение до трех недель, что намного короче, чем у традиционных служебных пород. Кроме того, их небольшой размер позволяет обыскивать автомобили, дома и тюремные камеры, не причиняя при этом серьёзного ущерба, который может нанести большая немецкая овчарка или другая крупная собака во время обыска машины. Также это уменьшает шансы на крупные финансовые компенсации владельцу обыскиваемой собственности, если во время обыска ничего не будет обнаружено.

## Здоровье
Из-за регулярных вливаний не родственных кровей на протяжении всей истории рэт-терьера, в целом это очень выносливая и здоровая порода. Однако с ростом популярности в последние годы некоторые проблемы становятся все более распространенными. Информационный центр здоровья собак (CHIC) рекомендует проверять рэт-терьеров на наличие вывиха пателлы, патологий сердца, проблем с поджелудочной железой, дисплазии тазо-бедренных суставов и синдрома Легга-Кальве-Пертеса. Средняя продолжительность жизни качественного рэт-терьера составляет 16—19 лет.